# Élections législatives de 1946 dans la Somme
Les élections législatives françaises de 1946 ont lieu le 10 novembre. Dans le département de la Somme, six députés sont à élire dans le cadre d'un scrutin proportionnel par liste départementale à un seul tour.

## Candidats
- Listes du Tripartisme
  - Liste d'Union Résistante et Républicaine menée par Louis Prot (PCF)
  - Liste du parti socialiste S.F.I.O., menée par Max Lejeune (SFIO)
  - Liste du Mouvement Républicain Populaire menée par Pierre Garet (MRP)

- Liste du Rassemblement des gauches républicaines menée par André-Jean Godin (Rad.-UDSR)

- Liste des Républicains indépendants (RI)

### Parti communiste français
| N° | Candidats | Candidats         | Parti | Principales fonctions                                            |
| -- | --------- | ----------------- | ----- | ---------------------------------------------------------------- |
| 01 |           | Louis Prot        | PCF   | Député sortant, maire de Longueau, retraité SNCF                 |
| 02 |           | René Lamps        | PCF   | Député sortant, instituteur                                      |
| 03 |           | Paule Nordmann    | PCF   | Professeur                                                       |
| 04 |           | Ernest Hémery     | PCF   | Herbager                                                         |
| 05 |           | Augustin Dujardin | PCF   | Conseiller général d'Amiens-Sud-Est, cheminot                    |
| 06 |           | Victor Flamant    | PCF   | Conseiller général d'Ault, maire de Friville-Escarbotin, fondeur |

### Section française de l'Internationale ouvrière
| N° | Candidats | Candidats         | Parti | Principales fonctions                                                       |
| -- | --------- | ----------------- | ----- | --------------------------------------------------------------------------- |
| 01 |           | Max Lejeune       | SFIO  | Député sortant, Président du conseil général, Maire d'Abbeville, professeur |
| 02 |           | Pierre Doutrellot | SFIO  | Conseiller général de Nesle, professeur                                     |
| 03 |           | Robert Verdez     | SFIO  | Conseiller général d'Ailly-sur-Noye, employé SNCF                           |
| 04 |           | Edouard Delozière | SFIO  | Conseiller général de Moyenneville, Constructeur                            |
| 05 |           | Odette Tellier    | SFIO  | Contrôleuse adjointe PTT                                                    |
| 06 |           | André Bernard     | SFIO  | Professeur                                                                  |

### Mouvement républicain populaire
| N° | Candidats | Candidats        | Parti | Principales fonctions                                               |
| -- | --------- | ---------------- | ----- | ------------------------------------------------------------------- |
| 01 |           | Pierre Garet     | MRP   | Député sortant, avoué                                               |
| 02 |           | Jules Delemotte  | MRP   | Député sortant, conseiller général de Poix-de-Picardie, agriculteur |
| 03 |           | Eugène Dentin    | MRP   | Employé de banque                                                   |
| 04 |           | Suzanne Daudré   | MRP   | 1re adjointe au maire de Péronne                                    |
| 05 |           | Charles Damay    | MRP   | Cultivateur                                                         |
| 06 |           | Bernard Davergne | MRP   | Employé d'usine                                                     |

### Rassemblement des gauches républicaines
| N° | Candidats | Candidats          | Parti | Principales fonctions                          |
| -- | --------- | ------------------ | ----- | ---------------------------------------------- |
| 01 |           | André-Jean Godin   | Rad.  | Député sortant, Préfet de 1re classe à Paris   |
| 02 |           | Marcelle Delabie   | Rad.  | Conseillère générale de Gamaches, industrielle |
| 03 |           | Henri Moisan       | UDSR  | Commerçant                                     |
| 04 |           | Maurice Cogneaux   | UDSR  | Instituteur                                    |
| 05 |           | René Fournier      | Rad.  | Cultivateur                                    |
| 06 |           | Jean Gilbert-Jules | Rad.  | Conseiller général de Chaulnes, avocat         |

### Républicains indépendants
| N° | Candidats | Candidats          | Parti | Principales fonctions                                                   |
| -- | --------- | ------------------ | ----- | ----------------------------------------------------------------------- |
| 01 |           | Max Modeste        | RI    | Conseiller général de Conty, Maire de Plachy-Buyon, négociant en grains |
| 02 |           | Etienne Chantrel   | RI    | Journaliste                                                             |
| 03 |           | Alexis Hervé       | RI    | Représentant                                                            |
| 04 |           | Marie-Louise Puche | RI    | Cultivatrice                                                            |
| 05 |           | Georges Tourdes    | RI    | Représentant                                                            |
| 06 |           | Michel Dubois      | RI    | Entrepreneur                                                            |

## Résultats
|          | Parti communiste français                      | Louis Prot       | 74 295  | 32,66 | 2 |  |  |  |
|          | Section française de l'Internationale ouvrière | Max Lejeune      | 53 847  | 23,67 | 2 |  |  |  |
|          | Mouvement républicain populaire                | Pierre Garet     | 49 781  | 21,88 | 1 |  |  |  |
|          | Rassemblement des gauches républicaines        | André-Jean Godin | 35 847  | 15,76 | 1 |  |  |  |
|          | Républicains indépendants                      | Max Modeste      | 13 712  | 6,03  |   |  |  |  |
|          |                                                |                  |         |       |   |  |  |  |
| Exprimés | Exprimés                                       | Exprimés         | 227 482 |       |   |  |  |  |

### Élus
| Liste                                   | N° | Nom               |  | Parti | Groupe                                    |
| --------------------------------------- | -- | ----------------- |  | ----- | ----------------------------------------- |
| Parti communiste français               | 1  | Louis Prot        |  | PCF   | Communiste                                |
| Parti communiste français               | 2  | René Lamps        |  | PCF   | Communiste                                |
| Parti socialiste - SFIO                 | 1  | Max Lejeune       |  | SFIO  | Socialiste                                |
| Parti socialiste - SFIO                 | 2  | Pierre Doutrellot |  | SFIO  | Socialiste                                |
| Mouvement républicain populaire         | 1  | Pierre Garet      |  | MRP   | Mouvement républicain populaire           |
| Rassemblement des gauches républicaines | 1  | André-Jean Godin  |  | Rad.  | Républicain radical et radical-socialiste |